# 超額比序
超額比序是中華民國教育部從2014年開始實施的十二年國教高中職和五專入學時必須要採計的積分，全台灣共分為15區，每一區的超額比序總積分和積分的分配、項目皆不盡相同。依據其規劃，每個招生區都應該至少有75%的學生可以免試入學。本內容僅供參考，詳細資料以各國民中學發佈為準。

## 施行方式
- 各區提供免試入學比率須達75%以上，教育部限定特色招生名額在103年不得超過25%且以後將逐年減少。
- 各校不訂入學門檻，學生依性向、能力、興趣及各入學區規定填寫多個申請入學志願。
- 登記人數未超過時全額錄取；當登記同一學校的人數高於供給名額時，須採“超額比序”來決定錄取與否。
- 每個學區依其地區特性可以自行編擬「超額比序項目積分表」，國中教育會考成績即是積分表內的重要項目。
- 特色招生又分「甄選入學」及「考試分發入學」，前者測驗的是藝術、體育、職業類科等術科，後者則是測驗國、英、數、社、自等學科。

## 各區超額比序積分表

### 基北區
| 類別         | 項目     | 採計上限 | 積分換算 | 積分換算 | 積分換算                | 積分換算                | 積分換算                | 積分換算                | 積分換算                | 說明 |
| 志願序       | 志願序   | 36分     | 36分     | 36分     | 第 1 至第 5 志願        | 第 1 至第 5 志願        | 第 1 至第 5 志願        | 第 1 至第 5 志願        | 第 1 至第 5 志願        | ①國民中學學校應給予學生適性輔導，學生參考國民中學學生生涯輔導紀錄手冊之生涯發展規劃書，選填志願。 ②如高級中等學校設有兩個以上類科（含普通科、專業群科或綜合高中），連續選填該校之類科志願，不限定類科別數均計為同一志願，積分相同；同校不同類科，於不同志願序選填，則依該志願序積分採計。 |
| 志願序       | 志願序   | 36分     | 35分     | 35分     | 第 6 至第 10 志願       | 第 6 至第 10 志願       | 第 6 至第 10 志願       | 第 6 至第 10 志願       | 第 6 至第 10 志願       | ①國民中學學校應給予學生適性輔導，學生參考國民中學學生生涯輔導紀錄手冊之生涯發展規劃書，選填志願。 ②如高級中等學校設有兩個以上類科（含普通科、專業群科或綜合高中），連續選填該校之類科志願，不限定類科別數均計為同一志願，積分相同；同校不同類科，於不同志願序選填，則依該志願序積分採計。 |
| 志願序       | 志願序   | 36分     | 34分     | 34分     | 第 11 至第 15 志願      | 第 11 至第 15 志願      | 第 11 至第 15 志願      | 第 11 至第 15 志願      | 第 11 至第 15 志願      | ①國民中學學校應給予學生適性輔導，學生參考國民中學學生生涯輔導紀錄手冊之生涯發展規劃書，選填志願。 ②如高級中等學校設有兩個以上類科（含普通科、專業群科或綜合高中），連續選填該校之類科志願，不限定類科別數均計為同一志願，積分相同；同校不同類科，於不同志願序選填，則依該志願序積分採計。 |
| 志願序       | 志願序   | 36分     | 33分     | 33分     | 第 16 至第 20 志願      | 第 16 至第 20 志願      | 第 16 至第 20 志願      | 第 16 至第 20 志願      | 第 16 至第 20 志願      | ①國民中學學校應給予學生適性輔導，學生參考國民中學學生生涯輔導紀錄手冊之生涯發展規劃書，選填志願。 ②如高級中等學校設有兩個以上類科（含普通科、專業群科或綜合高中），連續選填該校之類科志願，不限定類科別數均計為同一志願，積分相同；同校不同類科，於不同志願序選填，則依該志願序積分採計。 |
| 志願序       | 志願序   | 36分     | 32分     | 32分     | 第 21 至第 30 志願      | 第 21 至第 30 志願      | 第 21 至第 30 志願      | 第 21 至第 30 志願      | 第 21 至第 30 志願      | ①國民中學學校應給予學生適性輔導，學生參考國民中學學生生涯輔導紀錄手冊之生涯發展規劃書，選填志願。 ②如高級中等學校設有兩個以上類科（含普通科、專業群科或綜合高中），連續選填該校之類科志願，不限定類科別數均計為同一志願，積分相同；同校不同類科，於不同志願序選填，則依該志願序積分採計。 |
| 多元學習表現 | 均衡學習 | 24分     | 6分      | 6分      | 符合 1 個領域           | 符合 1 個領域           | 符合 1 個領域           | 符合 1 個領域           | 符合 1 個領域           | 健體、藝術、綜合、科技四領域前五學期平均成績及格者。 *108學年度前入學者採計健康與體育、藝術與人文及綜合活動三領域前五學期平均成績及格者。 |
| 多元學習表現 | 均衡學習 | 24分     | 0分      | 0分      | 未符合                  | 未符合                  | 未符合                  | 未符合                  | 未符合                  | 健體、藝術、綜合、科技四領域前五學期平均成績及格者。 *108學年度前入學者採計健康與體育、藝術與人文及綜合活動三領域前五學期平均成績及格者。 |
| 多元學習表現 | 服務學習 | 12分     | 4分      | 4分      | 每學期服務滿 6 小時以上 | 每學期服務滿 6 小時以上 | 每學期服務滿 6 小時以上 | 每學期服務滿 6 小時以上 | 每學期服務滿 6 小時以上 | ①由國民中學學校認證。 ②採計期間為 108 學年度（七年級）上學期至 110 學年度（九年級）上學期，採計原則依「基北區免試入學服務學習時數認證及轉換採計原則」辦理。 ③非應屆畢（結）業生服務學習時數採計，除上開採計期間外，亦得選擇國民中學在學期間前 5 學期選 3 學期進行採計。                   |
| 多元學習表現 | 服務學習 | 12分     | 0分      | 0分      | 每學期服務未滿 6 小時   | 每學期服務未滿 6 小時   | 每學期服務未滿 6 小時   | 每學期服務未滿 6 小時   | 每學期服務未滿 6 小時   | ①由國民中學學校認證。 ②採計期間為 108 學年度（七年級）上學期至 110 學年度（九年級）上學期，採計原則依「基北區免試入學服務學習時數認證及轉換採計原則」辦理。 ③非應屆畢（結）業生服務學習時數採計，除上開採計期間外，亦得選擇國民中學在學期間前 5 學期選 3 學期進行採計。                   |
| 國中教育會考 | 五科     | 35分     | 7分      | 6分      | 5分                     | 4分                     | 3分                     | 2分                     | 1分                     | 國文、數學、英語、社會、自然五科，各科按等級加標示轉換積分 1-7 分。 |
| 國中教育會考 | 五科     | 35分     | A++      | A+       | A                       | B++                     | B+                      | B                       | C                       | 國文、數學、英語、社會、自然五科，各科按等級加標示轉換積分 1-7 分。 |
| 國中教育會考 | 寫作測驗 | 1分      | 1分      | 0.8分    | 0.6分                   | 0.4分                   | 0.2分                   | 0.1分                   |                         | 寫作測驗 1-6 級分轉換積分 0.1-1 分。 |
| 國中教育會考 | 寫作測驗 | 1分      | 6級      | 5級      | 4級                     | 3級                     | 2級                     | 1級                     |                         | 寫作測驗 1-6 級分轉換積分 0.1-1 分。 |
| 總積分       | 總積分   | 108分    | 108分    | 108分    | 108分                   | 108分                   | 108分                   | 108分                   | 108分                   | 108分 |

- 依111基北區高級中等學校免試入學簡章

### 桃連區
| 項目                           | 內容             | 內容 | 上限 | 備註 |
| 一、適性輔導（上限 32 分）     | 畢業資格         | 符合畢業資格6分，修業資格者2分。 | 6分  | 依國民小學及國民中學學生成績評量準則辦理 |
| 一、適性輔導（上限 32 分）     | 志願序           | 可選填30志願數（專業群科以1校1科為1志願數）。 | 15分 | ①志願序別 1、2、3 志願 15 分， 4、5、6 志願 12 分， 7、8、9 志願 9 分， 10、11、12 志願 6 分， 13、14、15 志願 3 分，16 至 30 志願 1 分。 ②專業群科同一職群各科別連續選填為志願時，視為同一志願序計分。 ③當總積分完全相同需進行超額比序，比序至「志願序積分」項目時，志願序積分高者將優先錄取。   |
| 一、適性輔導（上限 32 分）     | 生涯規劃         | 報名校、科與生涯規劃建議與「家長意見」相符者得 2 分；與「導師意見」相符者得 2 分；與「輔導教師意見」相符者得 2 分。 | 6分  | ①各國中應配合免試入學委員會規定之期程經家長簽名確認三種意見之結果。 ②意見經確認後，不得修正。 |
| 一、適性輔導（上限 32 分）     | 就近入學         | 桃連區及共同就學區學生符合就近入學得 5 分。 | 5分  | ①桃連區為一就學區，設籍在桃連區，或於桃連區國中就讀皆符合就近入學。 ②本區之共同就學區範圍依據教育部公告為準。 |
| 二、多元學習表現（上限 35 分） | 均衡學習         | 健康與體育、藝術、綜合活動、科技四領域，單領域五學期平均成績及格者各得 3 分；未達標準 0 分。（最高 9分） | 9分  | ①單領域係指：健康與體育、藝術、綜合活動、科技。 ②左項規定適用於 108 學年度以後入學國民中學者；107 學年度以前入學國民中學者，採健康與體育、藝術與人文、綜合活動三領域，五學期平均成績及格者各得 3 分；未達標準 0 分。                                                                              |
| 二、多元學習表現（上限 35 分） | 品德表現         | 獎勵最高 6 分；銷過後無記過或二次（含）警告以下者得 6 分。 | 10分 | ①銷過後，無記過或二次（含）警告以下者得 6 分。 ②品德表現採功過相抵後之獎勵紀錄，大功每次 4.5 分，記功每次 1.5 分，嘉獎每次 0.5 分。 ③上述兩項積分合計上限 10 分。 |
| 二、多元學習表現（上限 35 分） | 服務表現         | 採計「擔任班級或學生幹部」（最高上限 4 分）及「志願服務學習時數」 | 10分 | ①擔任班級幹部、自治市幹部及社團幹部任滿 1 學期，經考核表現優良者得 2 分；志願服務學習時數，每 1 小時得 0.3 分。（未滿 1 小時不計分） ②擔任班級或學生幹部上限為 4 分。 |
| 二、多元學習表現（上限 35 分） | 才藝表現         | ①個人賽： （1）全市（縣）性：第 1 名 6 分/第 2 名 5 分/第 3 名 4 分/第 4 名 3 分/。 （2）區域性（3 縣市以上）：第 1 名 7 分/第 2 名 6 分/第 3 名 5 分/第 4 名 4 分/第 5 名 3 分。 （3）全國性：第 1 名 8 分/第 2 名 7 分/第 3 名 6 分/第 4 名 5 分/第 5 名 4 分/第 6 名 3 分。 （4）國際性：第 1 名 10 分/第 2 名 9 分/第 3 名 8 分/第 4 名 7 分/第 5 名 6 分/第 6 名 5 分。 ②團體賽：依個人賽積分折半計算。 | 5分  | ①國際性與全國性競賽採計項目，依據教育部公告為準；區域性與全市（縣）性競賽採計項目，由本區免試入學推動工作小組審議後公告為準。 ②特優比照第 1 名;優等比照第 2 名；甲等比照第 3 名；乙等比照第 4 名。 ③同（學）年度同項比賽擇優1次採計；同一事蹟、同一獎項不得重複採計積分。                         |
| 二、多元學習表現（上限 35 分） | 體適能           | 單項達門檻標準者各得 6 分（最高 6 分）。 | 6分  | ①單項係指：柔軟度、瞬發力、肌耐力、心肺耐力。 ②另身心障礙、重大疾病、體弱或因故無法測試者特殊學生等依教育部相關辦法辦理。 ③非應屆畢業學生、非學校型態實驗教育學生需返回原設籍學校辦理體適能檢測；臺商學校學生、跨區學生等可至原設籍校辦理體適能檢測，或至體適能檢測站、醫院等單位辦理體適能檢測。 |
| 二、多元學習表現（上限 35 分） | 本土語言認證     | 通過原住民族語或客語或閩南語初級以上 | 2分  | 本土語言認證採認主管機關核發之證書： ①原住民族語為【原住民族委員會】 ②客語為【客家委員會】 ③閩南語為【教育部】 |
| 三、（上限 33 分）             | 國中教育會考表現 | 國中教育會考表現 | 33分 | ①國文、數學、英語、社會、自然等五科，「精熟」者每科得 6 分；「基礎」者每科得 4 分；「待加強」者每科得 2 分。 ②寫作測驗成績 3 分，配分為 4、5、6 級分給 3 分；2、3 級分給 2 分；1 級分給 1 分。 |

- 依111桃連區高級中等學校免試入學簡章

### 竹苗區
| 比序項目              | 分項目           | 積分換算 | 積分換算 | 積分換算 | 採計上限                      | 備註 |
| 均衡發展（30 分）     | 扶助弱勢         | 偏遠地區國中學生、經濟弱勢（中低、低收入戶）學生 符合 5 分 不符 0 分                                                                 | 偏遠地區國中學生、經濟弱勢（中低、低收入戶）學生 符合 5 分 不符 0 分                                                                 | 非山非市國中學生 符合 3 分 不符 0 分                                                                                                 | 本項總分 35 分 採計上限 30 分 | 弱勢界定： 偏遠地區國中學生（註1）、經濟弱勢（中低、低收入戶）學生（註 2）、非山非市國中學生（註 3），符合其中一項者即給分（擇優採計）。                                 |
| 均衡發展（30 分）     | 就近入學         | 符合 5 分 | 符合 5 分 | 不符 0 分 | 本項總分 35 分 採計上限 30 分 | 就近入學界定： 凡竹苗區（含共同就學區及變更就學區）學生皆採計 5 分，其他就學區未完成變更就學區不得報名                                                                   |
| 均衡發展（30 分）     | 志願序位積分     | 第 1~5 志願序位積分 10 分 第 6~10 志願序位積分 7 分 第 11~15 志願序位積分 5 分 第 16~20 志願序位積分 3 分 第 21~25 志願序位積分 1 分 | 第 1~5 志願序位積分 10 分 第 6~10 志願序位積分 7 分 第 11~15 志願序位積分 5 分 第 16~20 志願序位積分 3 分 第 21~25 志願序位積分 1 分 | 第 1~5 志願序位積分 10 分 第 6~10 志願序位積分 7 分 第 11~15 志願序位積分 5 分 第 16~20 志願序位積分 3 分 第 21~25 志願序位積分 1 分 | 本項總分 35 分 採計上限 30 分 | 學生參考國中學生生涯輔導紀錄手冊之生涯發展規劃書，選填志願。 |
| 均衡發展（30 分）     | 均衡學習         | 以健體、藝術及綜合三項領域採計之各學期加總平均成績達60分以上者換算，3 領域皆符合為15分                                               | 以健體、藝術及綜合三項領域採計之各學期加總平均成績達60分以上者換算，2 領域符合為 10 分                                               | 以健體、藝術及綜合三項領域採計之各學期加總平均成績達60分以上者換算，僅1領域符合為 5 分                                               | 本項總分 35 分 採計上限 30 分 | 採計國一上、下學期，國二上、下學期及國三上學期五學期。 |
| 多元學習表現（40 分） | 日常生活表現評量 | 功過相抵後或銷過後無懲罰紀錄 10 分。                                                                                                 | 功過相抵後或銷過後無懲罰紀錄 10 分。                                                                                                 | 功過相抵後或銷過後無懲罰紀錄 10 分。                                                                                                 | 本項總分 54 分 採計上限 40 分 | 日常生活表現評量項目採計國一上、下學期，國二上、下學期及國三上、下學期六學期。國三下採計至當年 4 月 30 日止。                                                            |
| 多元學習表現（40 分） | 日常生活表現評量 | 學生出缺席情形，該學期無曠課記錄給 2 分，最多採計 12 分。                                                                            | | | 本項總分 54 分 採計上限 40 分 | 日常生活表現評量項目採計國一上、下學期，國二上、下學期及國三上、下學期六學期。國三下採計至當年 4 月 30 日止。                                                            |
| 多元學習表現（40 分） | 日常生活表現評量 | 獎勵採「功過相抵後之獎勵紀錄」。大功每次4.5 分、小功每次 1.5 分、嘉獎每次 0.5 分。最多採計 20 分。                                   | | | 本項總分 54 分 採計上限 40 分 | 日常生活表現評量項目採計國一上、下學期，國二上、下學期及國三上、下學期六學期。國三下採計至當年 4 月 30 日止。                                                            |
| 多元學習表現（40 分） | 服務學習         | 參加校內服務、校外服務等，每一學期每服務滿 3 小時得 1 分，每學期最多採計 2 分，5 學期最多採計 10 分。                                | 參加校內服務、校外服務等，每一學期每服務滿 3 小時得 1 分，每學期最多採計 2 分，5 學期最多採計 10 分。                                | 參加校內服務、校外服務等，每一學期每服務滿 3 小時得 1 分，每學期最多採計 2 分，5 學期最多採計 10 分。                                | 本項總分 54 分 採計上限 40 分 | ①服務學習類型及認定程序依教育部十二年國民基本教育免試入學超額比序─「多元學習表現」採計原則辦理。 ②服務學習項目採計國一上、下學期，國二上、下學期及國三上學期五學期。     |
| 多元學習表現（40 分） | 本土語言認證     | 通過原住民族語或客語或閩南語初級以上。獲得其中一種認證即採計 2 分，最多採計 2 分。                                                   | 通過原住民族語或客語或閩南語初級以上。獲得其中一種認證即採計 2 分，最多採計 2 分。                                                   | 通過原住民族語或客語或閩南語初級以上。獲得其中一種認證即採計 2 分，最多採計 2 分。                                                   | 本項總分 54 分 採計上限 40 分 | 本土語言認證採認主管機關核發之證書。 ①原住民族語為【原住民族委員會】 ②客語為【客家委員會】 ③閩南語為【教育部】 認證採計截止日比照日常生活表現之截止日至當年 4 月 30 日止 |
| 教育會考（30 分）     | 國中教育會考成績 | 精熟每科 6 分 | 基礎每科 4 分 | 待加強每科 2 分 | 30分                          | 單科上限 6 分，五科（國文、數學、英語、社會、自然）上限 30 分 |

- 依111年竹苗區高級中等學校免試入學簡章

### 中投區
| 項目                                                     | 積分計算標準                                                         | 上限  | 備註 |
| 志願序                                                   | 第1志願~第10志願30分／第11志願至第20志願29分依此類推                 | 30分  | ①第1志願~第10志願30分／第11志願至第20志願29分依此類推。②該志願序校群同分。（連續選填該校同群者皆為同一志願序級分）                                                                                   |
| 就近入學                                                 | - 符合中投區免試就學區者10分 - 符合中投區共同就學區者10分            | 10分  | |
| 扶助弱勢                                                 | - 符合偏遠地區者1分 - 符合中低收入戶者1分 - 符合低收入戶者2分        | 3分   | ①偏遠地區學校係報准主管機關核備有案之偏遠學校，且國中三年就讀偏遠學校者。②經濟弱勢（中低、低收入戶）係領有鄉、鎮、市、區公所證明文件者。                                                             |
| 多元學習表現（均衡學習、德行表現、無記過紀錄、獎勵紀錄） |                                                                      |       | |
| 均衡學習                                                 | *任一領域符合者4分*三領域皆符合者12分                                | 12分  | ①健體、藝文、綜合三領域五學期平均成績達60分（含）以上者。②100學年度入學學生，在103學年度時只採計國二上、國二下、國三上三個學期；101學年度（含）以後入學學生採計國中前五個學期。                      |
| 德行表現                                                 | *社團2分*服務學習3分                                                 | 5分   | ①社團及服務學習由國中認證。②任一學期參加一項校內社團者給1分。③任一學期累積服務滿6小時者給1分。 |
| 無記過紀錄                                               | *無處分紀錄者及銷過後無懲處紀錄者6分*銷過後無小過（含）以上紀錄者3分 | 6分   | ①銷過後依功過相抵後計算。②100學年度入學學生，在103學年度時只採計國二上、國二下、國三上三個學期；101學年度（含）以後入學學生採計國中前五個學期。105學年度國三第一次採計到第六學期的民106年4月28日止。 |
| 獎勵紀錄                                                 | *大功每支3分*小功每支1分*嘉獎每支0.5分                               | 4分   | 採計國中五個學期。105學年度國三首度採計至第六學期4月28日止。 |
| 教育會考表現                                             | *「精熟」者每科得6分*「基礎」者每科得4分*「待加強」者每科得2分       | 30分  | 會考總積分相同時，得就寫作測驗、國文、數學、英語、社會、自然依序進行比序。若仍同分時，以會考等級之標示進行排序。                                                                                     |
| 總積分                                                   | 100分                                                                | 100分 | 100分 |

### 嘉義區
| 項目                                                               | 積分計算標準 | 上限 | 備註 |
| 志願序                                                             | - 第1-6志願給10分 - 第7-12志願給9分 - 第13-18志願給8分 - 第19-24志願給7分 - 第25-30志願給6分 | 10分 | |
| 扶助弱勢                                                           | - 符合低收入戶者 1 分 | 1分  | 限升學當年度取得鄉鎮（市） 公所開立之證明文件。 |
| 均衡學習                                                           | - 健康與體育、藝術、綜合活動三領域，前五學期平均及格或達丙等者各得3分 - 未達標準0分 | 9分  | |
| 適性輔導                                                           | - 報名科與家長意見」相符者得 3 分； - 與導師意見相符者得 3 分； - 與輔導教師意見相符者得 3 分。 | 9分  | 落實學校適性輔導工作，並實際幫助學生適性升學與生涯發展教育。 |
| 多元學習表現（品德表現、服務學習、體適能、競賽成績、英語能力檢定） | |      | |
| 品德表現                                                           | - 國中在學期間，均無懲處紀錄，或經功過相抵或銷過後，已無任何懲處紀錄者得6分。若功過相抵或銷過後仍有額外記功嘉獎者，再由6分開始累加：記嘉獎乙次得1分、記小功乙次得3分、記大功乙次得9分 - 國中在學期間，經功過相抵及銷過後仍有懲處紀錄，但累積未達大過紀錄者，得3分 - 國中在學期間，經功過相抵或銷過後仍累積達一次大過（含）以上懲處紀錄者，得0分 | 12分 | ①獎懲換算：3嘉獎＝1小功、3小功＝1大功3警告＝1小過、3小過＝1大過②同年度同一事由僅可選擇在其中一 個項目中採計。③103學年度入學高中高職的學生，僅採計二上、二下、三上、三下共4學期，最高8分。④三年級下學期僅採計至該學年度申請報名作業結算日前之紀錄。 |
| 服務學習                                                           | 於國中就學期間參加由公部門、學校單位、社（財）團法人所主辦之校內外服務學習、社區義務服務等，每服務滿2小時給1分 | 8分  | 公共服務時數由學校或學生參與服務之單位出具。 |
| 體適能                                                             | - 四項體適能檢測項目有柔軟度（坐姿體前彎）、肌耐力（一分鐘屈膝仰臥起坐）、瞬發力（立定跳遠）、心肺耐力（800（女）／1600（男）公尺跑走）等4項，任一單項達Pr25中等標準者各得3分 - 總成績達銅質以上者另加1分 - 重大傷病、體弱學生，比照第1項核給9分                                                                                                | 10分 | ①依不同的情形給與評分或達到某個水平即給與得分，藉此提升國中生的體能。②依教育部規定每年至少需須進行一次檢測，本項檢測擇最優一次成績採計。 |
| 競賽成績                                                           | - 個人賽：縣市級（含區域）：第1名5分／第2名4分／第3名3分／第4名2分／第5～8名（含佳作、優選、入選）1分／（不含參賽證明）全國（國際賽）：第1名10分／第2名9分／第3名8分／第4名7分／第5名6分／第6名5分／第7名4分／第8名3分／獲佳作、優選、入選者得2分／（不含參賽證明） - 團體賽：依個人賽積分折半計算                                              | 10分 | ①限國中階段參加中央機關主辦或認可，教育主管機關主辦之科學展覽、各學科能力競賽、科學實驗競賽、語文類競賽、資訊類競賽、藝能類競賽、運動類等各類個人（團 體）競賽獲獎者。②前述類別競賽同一學年度，以最高層級或最佳名次採計乙次。③特優比照第1名、優等比第2名、甲等比照第3名。④個人賽與團體賽之認定以該次競賽規則（簡章）規定認定之，加分所須之獎狀影本或成績證明應於報名時一併繳交，並加蓋學校認證戳記及註明個人或團體獎項。⑤競賽成績若與品德表現事由重複，僅可擇一採計。 |
| 國中教育會考                                                       | - 精熟每科5分 - 基礎每科3分 - 待加強者每科1分 - 5、6級分得 2 分；3，4級分得 1.5 分 1、2級分得 1 分 | 27分 | |
| 總積分                                                             | 82分 | 82分 | 82分 |

資料來源：111學年度嘉義區高級中等學校免試入學簡章（修正版） （entry.edu.tw）

### 彰化區
| 項目                                         | 積分計算標準 | 上限  | 備註 |
| 志願序                                       | - 第1-20志願45分 - 第21志願以後44分 | 45分  | 以科別志願為依據，並參考國中學生生涯輔導紀錄手冊之生涯發展規劃書，選填志願。 |
| 身分別（經濟弱勢、就近入學）                 | |       | |
| 經濟弱勢                                     | - 低收入戶符合2分 - 中低收入戶符合1分 | 2分   | 限升學當年度取得鄉鎮市公所開立之證明文件。 |
| 就近入學                                     | - 符合彰化區免試就學區7分 - 符合彰化區共同就學區7分 | 7分   | ①免試就學區係指畢業於本區公私立國中。②共同就業區係指本區所核准鄰區國中學生參與本區免試入學者。 |
| 品德服務（服務學習、獎勵紀錄、生活教育）     | |       | |
| 服務學習                                     | - 幹部任滿1學期2分 - 服務學習時數每滿1小時0.1分 | 8分   | ①幹部包含班級、社團及學校幹部。②服務學習時數由學校認定服務表現績優者。 |
| 獎勵紀錄                                     | - 大功每次4.5分 - 小功每次1.5分 - 嘉獎每次0.5分 | 6分   | ①不包含已列其他超額比序項目積分之獎勵紀錄。②功過相抵後之獎勵紀錄。 |
| 生活教育                                     | - 完全或銷過後無懲處紀錄6分 - 符合無曠課紀錄者2分 | 8分   | |
| 績優表現（均衡學習、競賽成績、體適能、會考） | |       | |
| 均衡學習                                     | - 五學期皆符合者6分 - 四學期皆符合者4分 - 三學期皆符合者2分 - 二學期（含）以下符合者0分                                                                                                | 6分   | ①健康與體育、藝術、綜合活動三領域平均成績皆達60分（含）以上者。 |
| 社團參與                                     | - 參與學校社團績優每1學期1分 | 4分   | ①由學校認定社團參與表現優良者。②採計國一、國二及國三上共5學期 |
| 競賽成績                                     | - 國際第1名6分／國際第2名5分／國際第3名4分／國際第3名以外3分 - 全國第1名5分／全國第2名4分／全國第3名3分／全國第3名以外2分 - 全縣第1名4分／全縣第2名3分／全縣第3名2分／全縣第3名以外1分 | 6分   | ①限主管機關主辦或認可者。②同（學）年同項競賽擇優採計一次，且限於國中階段取得者。③特優比照第1名；優等比照第2名；甲等比照第3名。④3人（含）以下視為個人賽；4人（含）以上視為團體，團體賽依個人賽積分折半計算。⑤區域性（跨縣市）競賽比照縣市性計分。⑥參賽證明不予採計積分。 |
| 體適能                                       | - 每單項銅牌以上者各2分 - 每單項中等或待加強各1分 | 6分   | ①排除身體質量指數（BMI），其餘四項任採三項。②因身心障礙或身體羸弱未檢測者比照待加強 |
| 教育會考                                     | - 「A++」每科 9分「A+」每科 8分「A」每科 7分 - 「B++」每科6分「B+」每科 5分「B」每科 4分 - 「C 」每科3分                                                                               | 45分  | 寫作測驗列為比序總分相同後之比序項目。 |
| 總積分                                       | 135分 | 135分 | 135分 |

資料來源：彰化區超額比序條件積分表 （页面存档备份，存于）

### 雲林區
| 項目 | 積分計算標準 | 上限 | 備註 |
| 志願序 | - 第1～10志願8分 - 第11～20志願7分 - 第21～30志願6分 - 第31～40志願5分 - 第41～50志願4分                                        | 8分  | 參考國中學生生涯輔導紀錄手冊之生涯發展規劃書，選填志願。 |
| 扶助弱勢 | 符合經濟弱勢1分 | 1分  | 領有政府開列之中低收入戶及低收入戶證明者。 |
| 扶助弱勢 | - 偏遠小校7班以下2分 - 偏遠小校8～12班以下1分                                                                                   | 2分  | 1. 偏遠學校依教育行政主 管機關核定（不含特教班資源班）。 2. 國中班級數依畢業時學年度所核實之員額班級數。 |
| 就近入學 | - 符合5分 - 不符0分 | 5分  | 雲林區、共同就學區及變更就學區。 |
| 品德服務（獎勵紀錄、出缺席、無記過紀錄） | |      | |
| 獎勵紀錄 | - 大功每支4.5分 - 小功每支1.5分 - 嘉獎每支0.5分                                                                                 | 15分 | 1. 功過相抵後之獎懲紀錄。 2. 競賽成績與獎勵紀錄與體適能，最高採計25分。 |
| 出缺席 | - 每學期無曠課者得 1 分 ，共 5 分                                                                                               | 5分  | 1. 功過相抵後之獎懲紀錄。 2. 競賽成績與獎勵紀錄與體適能，最高採計25分。 |
| 無記過紀錄 | - 無警告以上紀錄者（含銷過後）5分 - 銷過後無累積至小過（含）以上者1分                                                           | 5分  | 1. 功過相抵後之獎懲紀錄。 2. 競賽成績與獎勵紀錄與體適能，最高採計25分。 |
| 多元學習表現（均衡學習、競賽成績、體適能） | |      | |
| 均衡學習 | *每領域符合者各3分*不符合0分 | 9分  | 健康與體育、藝術、綜合活動三領域，成績達及格者。 |
| 競賽成績 | - 國際第1至４名７分 - 全國第1名7分／全國第2名6分／全國第3名5分／全國第4名至入選者4分 - 全縣第1名3分／全縣第2名2分／全縣第3名1分 | 9分  | 1. 限教育主管機關主辦者。 2. 同類競賽擇優採計，且限國中階段取得者。 3. 特優比照第1名;優等比照第2名。 4. 3人（含）以下視為個人賽；4人（含）以上視為團體，團體賽依個人賽積分折半計算。20人（含）以上之團體則依個人賽積分之1／4計算。 5. 不含參賽證明不予採計。 6. 競賽成績採計時，學校需註明未納入學校獎勵，且同一項目不重複採計加分。 |
| 體適能 | 任一項成績達門檻標準者得3分， 最高得6分                                                                                         | 6分  | 體適能檢測單項係指：柔軟度、肌力、肌耐力、心肺適能等 |
| 教育會考 | - 「A++」「A+」「A」每科6分 - 「B++」每科5分「B+」每科4.5分「B」每科4分 - 「C」每科2分                                          | 30分 | 包含國、英、數、社、自等5科。 |
| 總積分 | 90分 | 90分 | 90分 |
| 說明： 1. 當申請名額超過錄取名額時，應依據本表上列項目全數採計積分。 2. 當總分相同時，請各校依據上列比序項目次序，依序逐項排序；如仍相同分數，進行國中教育會考成績標示之比序（A++、A+、A、B++、B+、B、C），三等級加標示比序後，仍有超額問題時，由本區103學年度該招生學校報各該主管機關核准後增額錄取或為其他適當之處理。 | |      | |

資料來源：雲林區超額比序條件對照表 （页面存档备份，存于）

### 臺南區
| 項目 | 積分計算標準 | 上限  | 備註 |
| 志願序（志願序、生涯發展規劃建議） | |       | |
| 志願序 | - 第1志願12分 - 第2志願11分 - 第3志願10分 - 第4志願9分 - 第5志願8分 | 12分  | ①同一志願學校如有多科別，選填時視為同一志願序，其志願序積分相同。②同一學校第二次選填，視為第二所志願學校。③學生至多選填五志願學校。                                                                                           |
| 多元學習表現（競賽成績、獎勵紀錄、社團參與、服務學習、體適能、語言認證）{總共50分} | |       | |
| 競賽成績 | - 國際第一名10分／國際第二名9分/國際第三名8分／國際第四至八名7分 - 全國第一名7分／全國第二名6分/全國第三名5分／全國第四至八名4分 - 縣市第一名4分／縣市第二名3分/縣市第三名2分／縣市第四至八名1分                                               | 10分  | ①限國中階段獲得之成績始採計。②各項競賽採計如下附說明。同類競賽（科展、數學競賽、自然學科競賽、國文類、英語類、閩南語類、客家語類、原住民語類、資訊類、音樂類、美術類、舞蹈類、戲劇類、體育類、技藝類），僅擇最佳成績採計1次。 |
| 獎勵紀錄 | - 大功每次加4.5分，小功每次加1.5分，嘉獎每次加0.5分。 - 大過每次扣4.5分，小過每次扣1.5分，警告每次扣0.5分。 - 國中階段功過相抵後，無懲處紀錄者給予基本分3分，相抵後仍有懲處紀錄者給予0分                                                       | 15分  | ①由國中依學生表現計算之。 |
| 社團參與 | 參加學校於實施之社團，每學期滿16小時（節）以上，評核通過者計 3 分 | 15分  | ①由國中依學生表現計算之。 |
| 服務學習 | 採計國中在學階段（自七上開學日起至九 下開學前一日止）服務學習時數，每小時 以0.5分計，總時數以30小時為上限 | 15分  | ①由國中依學生表現計算之。 |
| 體適能 | - 同一次檢測四項均無（或僅一項）達門檻者，得4分。 - 同一次檢測任二項成績達門檻者，得6分 - 同一次檢測任二項成績達百分等級50以上者，得8分。 - 同一次檢測任二項成績達百分等級75以上者，得9分。 - 同一次檢測任二項成績達百分等級85以上者，得10分。 | 10分  | ①由國中依學生表現計算之。 |
| 語言認證 | - 「閩南語、客家語、原住民族語 」獲基礎級以上者「英語」; 採計標準參照 CEF架構相當 A2級以上者。語言認證採計5分 | 5分   | ①由國中依學生表現計算之。 |
| 就近入學 | - 符合10分 - 不符0分 | 10分  | |
| 國中教育會考 | - 「A++」每科7分「A+」每科 6分「A」每科5分 - 「B++」每科4分「B+」每科3分「B」每科 2分 「C 」每科1分 - 寫作測驗 6級分1分、5級分0.8分、 4級分0.6分、3級分0.4分、2級分0.2 分、1級分0.1分、0級分0分                                                | 36分  | 各校得依學校發展，擇定至多2科加權計分（加權值分別以50％為上限），加權後不得超過總分1／3。 |
| 總積分 | 108分 | 108分 | 108分 |
| 說明：一、多元學習表現積分加總，最高以50分計。每等級以占20％為原則，若同分致人數超過20％時，則增加該一等級人數，並減少次一等級人數。 二、競賽成績、獎勵紀錄、幹部任期、社團參與及服務學習等項，不得因同一事由重複採計加分。三、當總積分相同，且各校所訂優先比序項目進行逐項比較亦相同時，經濟弱勢學生（低收入戶子女）優先錄取。 | |       | |

資料來源：台南區超額比序條件積分表 臺南區免試入學超額比序項目積分對照表 （页面存档备份，存于）

### 高雄區
| 項目 | 積分計算標準 | 上限  | 備註 |
| 志願序 | 第 1 志願群（第 1～10 志願） 30 分／第 2 志願群（第 11～20 志願） 29 分／第 3 志願群（第 21～30 志願） 28 分 | 30分  | ①志願學校若為高職學校時，就可同一志願學校選填校內不同科別。②選填高職學校時，同一校內不同科別仍以相同級分計算。 |
| 多元發展（競賽表現、幹部任期、獎勵紀錄、均衡學習、體適能、{檢定、證照}、服務學習） | |       | |
| 競賽表現 | 國際性競賽前八名者或全國性競賽前三名者9分／全國性競賽第四名至第八名者或區域性（縣市性）競賽前三名者6分／區域性（縣市性）競賽第四名至第八名者3分，上限20分                                                                                     | 40分  | ①各項比賽應由教育部（局、處）主辦。②由民間團體承辦者，應註明教育部（局、處）核准（備）文號，否則不予採計。③同一年度同一性質或同一項目之競賽僅採計一次之計分。 |
| 幹部任期 | 任滿1學期計2分，上限10分 | 40分  | ①經國中認定服務班級及認定服務表現績優提出證明者。②本項採計擔任幹部次數。③幹部包含班級內幹部、全校性幹部及社團幹部，得以分別採計。④全校性幹部包括學生（自治）會會長（市長、主席），及依規定擔任學校各委員會之學生代表。⑤社團幹部為學校內社團之社長。⑥擔任幹部者，如以同事由同時獲得幹部及其他超額比序採計項目分數時，以擇一方式計分，不重複給分。 |
| 獎勵紀錄 | - 大功5分 - 小功2分 - 嘉獎0.3分，上限10 | 40分  | ①功過相抵後計算。②學生如以同一事由同時獲得獎勵紀錄及其他超額比序採計項目分數時，以擇一方式計分，不重複給分。 |
| 均衡學習 | - 本項基本條件為國中健體、藝文或綜合領域五學期平均成績達60分以上者 - 符合基本條件單領域五學期平均成績達60分以上者，計3分 - 符合基本條件2領域五學期平均成績達60分以上者，計6分 - 符合基本條件3領域五學期平均成績達60分以上者，計10分，上限10分 | 40分  | 本項以健體、藝文或綜合三領域之五學期平均成績達60分以上者換算。 |
| 體適能 | 單項中等以上每學年3分，上限20分 | 40分  | 持有各級主管機關特殊教育學生鑑定及就學輔導會鑑定為身心障礙學生之證明，或領有身心障礙手冊（證明）者，或持有公立或教學醫院證明為重大傷病、體弱學生，考量學生身心發展差異就學權益，比照單項中等以上，予以計分。 |
| 檢定、證照 | 上限20分 | 40分  | ①各項證照考試應由政府機關主辦；由民間團體承辦者，應註明政府機關核准（備）文號，否則不予採計。②低收入戶、中低收入戶及失業勞工子女將由高雄市政府教育局提供補助措施。 |
| 服務學習 | - 100學年度入學國中一年級學生每學期服務滿6小時以上2.5分，上限10分 - 101學年度入學國中一年級學生每學期服務滿6小時以上2分，上限10分 | 40分  | ①校內服務：由各國中規劃校內服務學習課程或活動，並發給服務學習證明。②校外服務：1.由各國中訂定校外服務學習相關規範。2.於事前由學生經家長同意後，向學校登記參加。③校外服務學習證明由政府機關（構）、法人、經政府立案未解散之人民團體發給，再由學校認證。④本要點修正公布前，學生參加之校外服務學習，向學校完成補登記程序。                           |
| 國中教育成績 | - 精熟6分 - 基礎4分 - 待加強2分 | 30分  | 會考總積分相同時，得就國文、數學、英語、社會、自然、寫作測驗依序進行比序。 |
| 總積分 | 100分 | 100分 | 100分 |
| 說明：一、有關上述採計項目結算日依簡章規定。二、多元發展項目共有7項，各項所占配分不同，各項合計超過40分者以40分計算。三、競賽表現中，團體得獎（檢附參賽證明）人數四人以下者，每人得分依參賽人數平均之；人數五人以上者，每人得分則以該獎項名次得分的1／5計分。以上成績採計至小數點以下二位，第三位四捨五入。四、當各公私立高中、高職及其附設進修學校報名人數超過招生名額時，依「超額比序項目積分對照表」及下列順序進行比序，擇優錄取：（一）以多元發展項目總積分（以40分為上限）、志願序積分及國中教育會考成績總積分三項之總和為總積分，優先進行比序。（二）總積分同分時，依多元發展項目總積分、志願序積分、國中教育會考成績總積分之順序進行比序。（三）前目比序後仍同分時，依國中教育會考成績總標示進行比序。（四）前目比序後仍同分時，依國中教育會考成績各科分數、國中教育會考各科標示之優先順序進行比序。（五）國中教育會考各科分數比序之優先順序為國文、數學、英語、社會、自然、寫作測驗科目。（六）國中教育會考各科標示比序之優先順序為國文、數學、英語、社會、自然科目。（七）經前目比序後仍超額時，不予抽籤，並依下列方式辦理：1.辦理特色招生考試分發入學或單獨招生之學校，其免試入學超額部分，由特色招生考試分發入學或單獨招生核定名額5%內調整因應；調整後仍超額者，報各該主管機關核准，增加名額或為其他適當之處理。2.未辦理特色招生考試分發入學之學校，逕報各該主管機關核准，增加名額或為其他適當之處理。 | |       | |

### 屏東區
| 項目 | 積分計算標準 | 上限 | 備註 |
| 畢業資格 | - 符合畢業或達畢業資格者2分 - 不符合畢業或未達畢業資格者不計分 | 2分  | 採計至登記報名作業前。 |
| 志願序 | 第1志願7分／第2志願5分／第3志願3分第4志願2分／第5志願1分第6志願至第30志願不計分 | 7分  | 參考國中學生生涯輔導紀錄手冊之生涯發展規劃書，選填志願。 |
| 經濟弱勢 | 領有縣（市）政府中、低收入證明者 - 低收入者得2分 - 中低收入者得1分 | 2分  | 採計至登記報名作業前。 |
| 均衡學習 | - 本項基本條件為國中健康體育、藝術人文、綜合活動等三個領域五學期平均成績達及格者 - 符合基本條件單領域五學期平均成績達及格以上者，計3分 - 符合基本條件2領域五學期平均成績達及格以上者，計6分 - 符合基本條件3領域五學期平均成績達及格以上者，計9分                                                          | 9分  | 採計至九年級上學期。 |
| 多元學習表現（服務表現、品德表現、競賽表現、體適能） | |      | |
| 服務表現 | - 擔任班級幹部任滿1學期，經考核表現優良者得1分 - 社團社長任滿1學期，經考核表現優良者得0.5分 - 特殊服務表現：每班0～2位，任滿1學期，經考核表現優良者得1分 | 5分  | ①採計至九年級上學期。②班級幹部：八類幹部名稱如下： 班長、副班長、學藝股長、風紀股長、衛生股長、服務（總務或事務）股長、康樂（體育）股長、輔導股長。③社團社長：由學校發給證書證明。④特殊服務表現：由學校發給證書證明。                                                    |
| 品德表現 | - 無任何記過紀錄者（含銷過後）得8分 - 銷過後未達小過紀錄者得6分 - 銷過後無累積至小過兩次紀錄者得4分 | 8分  | 採計至登記報名作業前。 |
| 競賽表現 | - 個人賽： ①全縣：第1名3分／第2名2分／第3名1分 ②全國：第1名6分／第2名5分／第3名4分／第4名3分／第5名2分／第6名1分 ③國際性：第1名9分／第2名8分／第3名7分／第4名6分／第5名5分／第6名4分 ④特優：比照第1名⑤優等：比照第2名⑥甲等：比照第3名⑦全國佳作：比照第4名 ⑧全國入選：比照第5名 - 團體賽：依個人賽積分計算 | 9分  | |
| 體適能 | - 各單項成績達教育部公布之最新門檻標準者，各得1分 - 總成績達金質者另加2分 - 總成績達銀質者另加1分 - 總成績達銅質者另加0.5分 | 6分  | 採計至登記報名作業前。①健康體適能：四項體適能檢測項目有柔軟度（坐姿體前彎）、肌耐力（一分鐘屈膝仰臥起坐）、瞬發力（立定跳遠）、心肺耐力（800（女）／1600（男）公尺跑走）等4項。②各項體適能成績均達常模百分等級85、75、50以上者，依其檢測結果核發給金質、銀質、銅質獎章。 |
| 適性發展 | 報名科、群與生涯規劃建議： - 與「我的志願」相符者得2分 - 與「家長建議」相符者得2分 - 與「輔導小組建議」相符者得2分 | 6分  | ①採計至登記報名作業前。②落實國中端適性輔導工作並實際幫助學生適性升學與發展。 |
| 國中教育會考 | - 「精熟」者每科得5分 - 「基礎」者每科得3分 - 「待加強」者每科得1分 | 25分 | 最高分為25分。 |
| 總積分 | 79分 | 79分 | 79分 |
| 說明：一、上列項目應全數採計，並得依學校發展特色及群科特性，至多擇3項加權計分，但其加權各以50％為上限；如擇教育會考成績為加權項目時，至多擇2科，但其加權各以50％為上限，加權後亦不得超過總積分的1／3。二、總積分相同時，依上列項目依序逐項比較，逐項比較後，會考總積分仍相同時，進行會考成績逐科比序（比序順序為國文→英語→數學→社會→自然），逐科比序後仍同分者，進行會考成績逐科成績標示（比序順序為國文→英語→數學→社會→自然）比序。三、仍同分超額時，不予抽籤，並依下列方式辦理：（一）辦理特色招生考試分發入學或單獨招生之學校，其免試入學超額部分，由特色招生考試分發入學或單獨招生核定名額5％以內調整因應；調整後仍超額者，報各該主管機關核准，增加名額。 （二）未辦理特色招生考試分發入學之學校，逕報各該主管機關核准，增加名額。四、逐項比序時，多元學習視為一項；但加權計分時服務表現、品德表現、競賽表現、體適能各視為一項。 | |      | |

### 宜蘭區
| 項目 | 積分計算標準 | 上限 | 備註 |
| 畢業資格 | - 符合「畢業」資格加3分 - 不符合者不加分                                                                                              | 3分  | |
| 均衡學習 | - 健康與體育、藝術與人文、綜合活動三領域，每個領域達及格者各加2分 - 未達標準者不加分                                                  | 6分  | |
| 多元學習表現（品德表現、服務表現、競賽表現[個人賽]、體適能成績） | |      | |
| 品德表現 | - 就學期間完全無警告（含）以上紀錄者加5分 - 符合銷過後無警告（含）以上紀錄者加5分 - 無小過（含）以上紀錄者加3分 - 不符合者不加分      | 5分  | |
| 服務表現 | 擔任班級、社團幹部任或校內志工任滿1學期，經考核表現優良者加1分                                                                        | 5分  | 幹部與志工得重複採計積分。 |
| 競賽表現（個人賽） | - 全縣（含區域）：第1名1.5分／第2名1分／第3名0.5分 - 全國（含國際）：第1名3分／第2名2.5分／第3名2分／第4名至入選1分                   | 5分  | ①限教育主管機關主辦或委託辦理者。 ②特優比照第1名、優等比照第2名。 ③同年度同項比賽擇優1次採計。 ④團體賽：依個人賽積分折半計算。 |
| 體適能成績 | - 各單項任一學期達均標者各加0.5分 - 總成績達金質者另加1分、銀質者另加0.5分                                                            | 3分  | 單項係指：柔軟度（坐姿體前彎）、肌肉適能（1分鐘屈膝仰臥起坐）、 瞬發力（立定跳遠）、 心肺適能（800／1600m）跑走等。            |
| 適性發展 | - 與「我的志願」相符者加2分 - 與「家長建議」相符者加2分 - 與「輔導小組建議」相符者加2分                                               | 6分  | |
| 國中教育會考 | - 「精熟」者每科得3分 - 「基礎」（B++）者每科得2.6分 - 「基礎」（B+）者每科得2.4分 - 「基礎」（B）者每科得2分 - 「待加強」者每科得1分 | 15分 | |
| 總積分 | 48分 | 48分 | 48分 |
| 說明：超額比序項目依序如下：總積分→畢業資格→均衡學習→ 品德表現→服務表現→低收入戶→中低收入戶→體適能→適性發展→競賽表現→國中教育會考總積分→寫作→國→英→數→社→自→國中教育會考成績標示→外加增額錄取 | |      | |

### 台東區
| 項目 | 積分計算標準                                                                              | 上限  | 備註 |
| 志願序 | - 第一志願18分 - 第二志願15分 - 第三志願12分 - 第四志願9分 - 第五志願6分                  | 18分  | 普通高中、綜合高中入學時未分科者以校志願為依據，職業類科以科志願為依據。 |
| 多元學習表現（服務表現、獎勵紀錄、無記過紀錄、均衡學習） |                                                                                           |       | |
| 服務表現 | 擔任班級或學生幹部任滿1學期，經考核表現優良者得3分                                        | 12分  | ①採計國一上、下學期，國二上、下學期及國三上學期五學期。 ②經國中認定服務班級及認定服務表現績優者提出證明。 ③班級幹部：班級幹部之數量以1人服務3人之比例計 算，每班至多9名。班級幹部名稱如補充 說明所示，不得更動。 ④社團幹部：為學校內社團之社長，若社團人 數11人（含）以上得增設副社長。每社團至 多2名社團幹部。 ⑤本項採計擔任班級幹部或社團幹部次數。 ⑥擔任班級幹部或社團幹部獲得獎勵者，不 得於「獎勵紀錄」項目重複採計加分。 |
| 獎勵紀錄 | - 大功每次4.5分 - 小功每次1.5分 - 嘉獎每次0.5分                                           | 15分  | 1. 各獎勵紀錄可累加計分，如嘉獎10次，積 分為5分。 2. 採取功過相抵後之獎勵紀錄。 3. 採計至106年4月30日止（適用106學年度 升學高級中等學校含部分五專者）。 |
| 無記過紀錄 | 銷過後無任何記過紀錄                                                                      | 10分  | ①計至106年4月30日止（適用106學年度升學 高級中等學校含部分五專者） |
| 均衡學習 | - 健體、藝文、綜合三領域五學期平均成績符合一個領域達60分（含）以上者得5分 - 未達標準者0分 | 15分  | ① 為確保各領域教學正常，學生多元學習並 均衡發展，未納入國中教育會考之學習領 域達畢業標準（及格）者，給予積分獎勵。 ②採計國一上、下學期，國二上、下學期及 國三上學期，共五學期。。 |
| 國中教育會考 | - 精熟每科6分 - 基礎每科3分 - 待加強每科2分                                               | 30分  | 國文、數學、英語、社會、自然五科，每科 得分最高6分 |
| 總積分 | 100分                                                                                     | 100分 | 100分 |
| 超額比序項目共計三大項，申請超額時上列項目應全數採計，當總積分相同時，再對各校所訂優先比序項目進行逐項比較。 說明： 1. 特殊身分學生（含原住民身分、身心障礙學生、蒙藏學生、政府派赴國外工作 人員子女、境外優秀科技人員子女六類）。（請參閱附錄二、第 28 頁）。 2. 依照教育部 101 年6 月 21 日臺中（一）字第 1010105222 號函示，103 年實施 9 十二年國民基本教育後，原住民學生既有之權利仍予以尊重，並予以延續。免 試入學未訂定報名條件，當報名人數（含一般生及特殊身分）未超過招生名額 時，應全額錄取。但當報名人數（含一般生及特殊身分）超過招生名額時，原 住民學生先與一般生進行比序。經比序後，如仍有未錄取之原住民學生，再就 同一類特殊身分進行比序，且錄取名額不占一般生名額。原住民學生外加名額 以各入學管道之 2％為限。 3. 服務學習與獎勵紀錄之採計，詳參附錄八（第 41 頁）「臺東區高級中等學校免試入學超額比序項目積分對照表補充說明」。 備註：國中教育會考違規記點扣分方式 106 學年度臺東區免試入學，若國中生於國中教育會考時違規，違規1點扣國中教育會考總積分百分之一（即 0.3 分），違規 2 點扣國中教育會考總積 分百分之二（即 0.6 分），依此類推 |                                                                                           |       | |

### 花蓮區
| 項目 | 積分計算標準 | 上限  | 備註 |
| 適性輔導 | 第一志願20分／第二志願16分／ 第三志願12分／第四志願8分／第五志願4分 | 20分  | 以校志願為依據， |
| 多元學習表現{上限47分}（均衡學習、獎懲紀錄、幹部表現、競賽表現、體適能、其他） | |       | |
| 均衡學習 | 健康與體育、藝術與人文、綜合活動三領域， - 達丙等者各得5分 - 未達丙等者1分 | 15分  | 為確保各領域教學正常，學生多元學習並均衡發展，未納入國中教育會考之學習領域達畢業標準（及格）者，給予積分獎勵。                                                     |
| 獎懲紀錄 | - 符合功過相抵及銷過後無小過（含）以上紀錄者得9分 - 不符合者0分 | 9分   | 採計至申請報名作業前，積分結算日由花蓮縣教育處另行公告之。 |
| 幹部表現 | 擔任班級、社團或全校性幹部任滿1學期，經考核表現優良者得9分 | 9分   | 採計至九上前五學期紀錄。 |
| 競賽表現 | - 個人賽： 鄉鎮市：第1名2分 全縣：第1名5分／第2名4分／第3名3分 全國：第1名9分／第2名8分／第3名7分 第4名至入選6分 國際：第1名15分／第2名13分／第3名12分 - 團體賽：依個人賽積分折半計算 | 15分  | ①限教育主管機關主辦、委託辦理或認可者。 ②特優比照第1名，優等比照第2名，甲等相當於第3名採計。 ③國中階段同項比賽擇優1次採計。 ④3人（含）以下組隊者以個人賽成績計算。 |
| 體適能 | - 各單項達門檻以上者各得2分 - 另單項達銅牌以上者另加1分 - 特殊學生比照四項達門檻分數（8分）辦理                                                                                       | 9分   | 單項係指：一分鐘屈膝仰臥起坐（次）、坐姿體前彎（公分）、女性800公尺跑走（分：秒）／男性1600公尺跑走（分：秒）、立定跳遠（公分）。                                  |
| 其他 | 技藝班、特殊表現（社團、志工、證照或檢定）等 | 15分  | 授權高中職依學校發展需求訂定之。 |
| 扶助弱勢 | 低收入戶3分 | 3分   | 落實學校適性輔導工作並實際幫助學生適性升學與發展。 |
| 國中教育會考 | - 「精熟」者每科得6分 - 「基礎」者每科得4分 - 「待加強」者每科得2分 | 30分  | 至多可擇二科加權，然而，會考積分不得超過總積分1／3。 |
| 總積分 | 100分 | 100分 | 100分 |
| 說明：一、申請超額時上列項目應全數採計，當總積分仍相同時，依上列項目序依序進行逐項比較。若仍相同時，再就教育會考之寫作測驗、國文、數學、英語、社會、自然依序進行比序。學生超額比序項目皆同分時，進行國中教育會考成績標示之比序。三等級加標示比序後，仍出現超額問題，以不抽籤為原則，在2%範圍內增額取。二、特殊身分學生（含原住民身分、身心障礙學生、蒙藏學生、政府派赴國外工作人員子女、境外優秀科技人員子女六類）將依教育部所訂定各特種生升學優待辦法辦理 | |       | |

資料來源：花蓮縣政府教育處 整理：林芳宇花蓮區超額比序條件積分表 （页面存档备份，存于）

### 澎湖區
| 項目 | 積分計算標準 | 上限 | 備註 |
| 志願序 | - 第一志願5分〜第五志願1分 | 5分  | 可填14個志願，惟自第6個志願起不予計分。 |
| 品德服務（幹部任期、獎勵紀錄、無記過紀錄） | |      | |
| 幹部任期 | 每滿1學期0.6分 | 3分  | ①經國中認定服務班級、學校績優者。 ②採計至國中九年級上學期止之前五學期紀錄。 ③班級人數達22人（含）以上者，該班得設幹部10人，未達22人該班幹部得設8人（含）以下。                                                                       |
| 獎勵紀錄 | *大功每支4.5分 - 小功每支1.5分 - 嘉獎每支0.5分 | 10分 | ①功過相抵後之獎勵紀錄。 ②積分結算計至報名作業開始前一日止。 ③受學校推薦參加非競賽性之活動，或縣級以上獎狀者，不得再重複敘獎。 |
| 無記過紀錄 | - 3年內無任何記過紀錄者5分 - 銷過後無任何記過紀錄者5分 - 銷過後無累積至小過（含）以上者2分 | 5分  | 積分結算計至報名作業開始前一日止。 |
| 績優表現（均衡學習、競賽成績、體適能、國中教育會考） | |      | |
| 均衡學習 | - 健體、藝文、綜合各領域符合者，每領域各1分 - 不符合0分 | 3分  | 健體、藝文、綜合三領域五學期平均成績皆達60分（含）以上者。 |
| 競賽成績 | - 國際第1名15分／國際第2名13分／國際第3名11分／國際第4～6名得獎者9分 國際佳作（優選）7分／獎狀5分 - 全國第1名13分／全國第2名11分／全國第3名9分／全國第4～6名得獎者7分 全國佳作（優選）5分／獎狀3分 - 區域第1名9分／區域第2名7分／區域第3名5分／區域第4～6名得獎者3分 區域佳作（優選）2分／獎狀1分 - 全縣第1名6分／全縣第2名4分／全縣第3名2分／全縣第3名以外得獎者1分 全縣佳作（優選）／獎狀0.5分 | 15分 | ①限於國中階段取得者。 ②特優比照第1名；優等比照第2名；甲等比照第3名。 ③3人（含）以下視為個人賽；4人（含）以上視為團體，團體賽依個人賽積分折半計算。20人（含）以上之團體則依個人賽積分之1／4計算。 ④積分結算計至報名作業開始前一日止。 |
| 體適能 | - 各項達門檻以上者各得2分 - 另各單項達體適能常模PR50以上者另加1分 - 特殊學生比照4項達門檻分數（8分） | 8分  | 排除身體質量指數，其餘四項任採三項（由申請人擇優提出）。 |
| 國中教育會考 | - 精熟每科5分 - 基礎每科3分 - 待加強每科2分 | 25分 | 各校得依學校發展，擇定至多3科加權計分，惟會考最高分數不得占合計總積分比率逾1／3，授權高中職依學校發展需求訂定之。 |
| 其他 | 生涯發展規劃建議、技藝班、特殊表現（社團、志工）： - 生涯發展規劃建議上限2分 （1）學生選擇、家長建議、教師建議，皆符合者，本項為2分 （2）學生選擇、家長建議、教師建議，有2項符合者1分 - 於技藝班修業滿一學期且成績合格者1分 - 社團上限2分 - 志工上限2分 | 4分  | |
| 總積分 | 78分 | 78分 | 78分 |
| 說明：一、上列項目應全數採計，並得依學校發展特色及群科特性，至多擇3項加權計分，但其加權各以50％為上限；如擇教育會考成績為加權項目時，至多 擇2科，但其加權各以50％為上限，加權後亦不得超過總積分的1／3。二、當總積分相同時，依「超額比序項目積分對照表」所列項目順序進行逐項比較後仍同分，不予抽籤。三、當各高中高職學校報名人數超過招生名額時，依「超額比序項目積分對照表」分階段比序。比序項目包括志願序、品德服務、績優表現、國中教育會考等，比序順序如下：（一）第一順序：按超額比序項目積分進行加總，依學生之總積分進行比序。（二）第二順序：第一順序比序同分，則依志願序積分進行比序。（三）第三順序：第二順序比序同分，則依品德服務總積分進行比序。（四）第四順序：第三順序比序同分，則依績優表現總積分進行比序。（五）第五順序：第四順序比序同分，則依國中教育會考成績積分進行比序。（六）第六順序：第五順序比序同分，則依序為會考「考詴科目」換算積分之總分：國文、數學、英語、社會、自然、寫作測驗等科目。（七）第七順序：第六順序比序同分，則依教育會考成績標示（A++、A+、B++、B+）進行比序。（八）第八順序：第七順序比序同分，則依低收入戶、中代收入戶之順序比序。（九）第九順序：第八順序比序仍相同，則外加增額錄取。 | |      | |

### 金門區
| 項目                                                                     | 積分計算標準 | 上限 | 備註                                                                                                 |
| 在校表現（畢業資格、均衡學習、品德表現、服務表現、競賽績優表現、體適能） | |      | |
| 畢業資格                                                                 | - 符合「畢業」資格3分 - 符合「修業」資格0分                                                                                                | 3分  | |
| 均衡學習                                                                 | - 健康與體育、藝術與人文、綜合活動三領域，五學期平均達60分以上者各2分 - 未達標準0分                                                        | 6分  | 為確保各項領域教學正常，學生多元學習並均衡發展，未納入國中教育會考之學習領域達及格者，給予積分獎勵。 |
| 品德表現                                                                 | - 無任何懲處記錄者得5分，符合銷過後無任何紀錄者得5分 - 符合銷過後無小過（含）以上紀錄者得3分 - 符合銷過後無大過紀錄者得2分 - 不符合者得0分 | 5分  | 採計至報名作業開始前一日。                                                                           |
| 服務表現                                                                 | 擔任班級或學生幹部任滿一學期，經考核表現優良者得0.5分                                                                                      | 2分  | 採計至報名作業開始前一日。                                                                           |
| 競賽績優表現                                                             | - 個人賽： ①全縣：第1名1.5分／第2名1分／第3名0.5分 ②全國：第1名3分／第2名2.5分／第3名2分 - 團體賽：依個人賽積分折半計算                    | 8分  | ①限教育主管機關主辦或委託辦者。 ②特優比照第1名；優等比照第2名。 ③同年度同類比賽擇優採計。            |
| 體適能                                                                   | - 各單項均達標準者各得0.5分 - 總成績達金質者另加1分／銀質者加0.5分／銅質者加0.2分                                                          | 3分  | 單項係指：柔軟度、瞬間力、肌耐力、心肺耐力等。                                                       |
| 生涯規劃（{報名科、群與生涯規劃建議}、就近入學）                         | |      | |
| 報名科、群與生涯規劃建議                                                 | - 與「我的志願」相符者得1分 - 與「家長建議」相符者得1分 - 與「輔導小組」建議相符者得1分                                                    | 3分  | 落實學校適性輔導工作並實際幫助學生適性升學與發展。                                                   |
| 就近入學                                                                 | - 符合者得1分 - 不符合者得0分 | 1分  | 「就近入學」：係就讀國中與所就選填之高中職校，同位於該縣。全縣唯一之高職群科視同符合。               |
| 國中教育會考                                                             | - 「精熟」者每科得3分 - 「基礎」者每科得2分 - 「待加強」者每科得1分                                                                        | 15分 | |
| 總積分                                                                   | 46分 | 46分 | 46分                                                                                                 |
| 說明：當總積分相同，經濟弱勢學生（低收入戶子女）優先錄取。               | |      | |